# Stefano Terrazzino

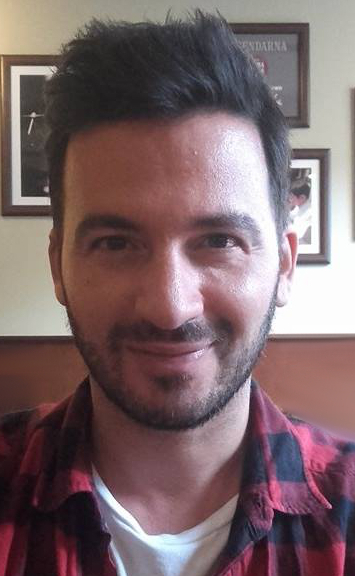
Stefano Terrazzino (2016)

Stefano Terrazzino (* 19. August 1979 in Mannheim) ist ein italienischer Tänzer, Sänger und Schauspieler.

## Werdegang
Terrazzino wurde 1979 in Mannheim geboren und hat sizilianische Wurzeln. Mit 16 Jahren begann er zu tanzen und nimmt seitdem an verschiedenen Tanzturnieren teil. Seine Tanzpartnerin ist Paulina Biernat. Zurzeit lebt Terrazzino in Warschau. Sein Bruder Marco Terrazzino (* 1991) ist Fußballspieler und aktuell ebenfalls in Polen tätig.
Terrazzino nahm dreimal an der deutschen Tanzshow Let’s Dance als Profitänzer teil und tanzte mit Andrea Sawatzki, Mandy Capristo und Marijke Amado. Im Dezember 2013 tanzte er mit Susan Sideropoulos im Weihnachts-Special der Show. Davor nahm er bereits fünfmal an der polnischen Version des Formats (Taniec z Gwiazdami) teil.
Am 21. November 2008 veröffentlichte Terrazzino sein Debütalbum Cin Cin Amore bei EMI Poland. Außerdem spielt er seit 2008 in der polnischen TV-Serie Samo Życie die Rolle des italienischen Journalisten Pino.
Neben dem Tanzen gehören zu seinen Hobbys auch Fotografie, Kino und Theater.
Stefano Terrazzino bei Let’s Dance
| Staffel (Jahr) | Partner         | Platzierung |
| -------------- | --------------- | ----------- |
| 4 (2011)       | Andrea Sawatzki | 8.          |
| 5 (2012)       | Mandy Capristo  | 7.          |
| 6 (2013)       | Marijke Amado   | 8.          |

## Diskografie

### Alben
| Jahr | Titel         |
| ---- | ------------- |
| 2008 | Cin Cin Amore |

### Singles
| Jahr | Titel                       |
| ---- | --------------------------- |
| 2008 | Another Minute              |
| 2008 | Per Sempre Con Te           |
| 2008 | Candy                       |
| 2008 | Il Mio Cuore Vuole Amore    |
| 2008 | Forever and a Day           |
| 2008 | La Luce Vera Dei Tuoi Occhi |
| 2008 | Pasion de Amor              |
| 2008 | Sei La Mia Ombra            |
| 2008 | Twist in My Sobriety        |

## Erfolge als Tänzer
- Finalist der deutschen Meisterschaft
- Finalist der Spanish Open
- Finalist der Danish Open
- Gewinner des Euro Cup 2012 Show-Dance